# Organisme des transports urbains de Thessalonique
L'Organisme des transports urbains de Thessalonique, abrégé en OASTH (en grec moderne : Οργανισμός Αστικών Συγκοινωνιών Θεσσαλονίκης / ΟΑΣΘ) est l'opérateur des transports en commun de Thessalonique, de son agglomération et de sa région périurbaine dans le nord de la Grèce.
Fondé en 1957, il dessert en 2021 l'agglomération de Thessalonique, seconde ville la plus peuplée de Grèce, et la majorité des communes du district régional de Thessalonique.

## Histoire

### Avant l'OASTH
L'histoire des transports en commun de Thessalonique débute en 1879 avec la concession des transports en commun de la ville à la Compagnie Belge qui fait circuler de chars à chevaux de 4 à 5 places assises. 
À partir de 1905, les nouveaux chars à chevaux de 15 à 20 places commencent à circuler sur des voies ferrées. 
En 1908, la compagnie Belge qui a entrepris l'électrification et l'organisation des transports en commun de la ville fonde la Compagnie des Tramways et d'Électricité. À travers cette compagnie, elle lance le transport par tramway électrique, et la traction à chevaux est abolie. 
À la suite de la guerre gréco-turque de 1919-1922 qui a mené à la catastrophe de Smyrne, un afflux d'immigrants vient s'installer dans Thessalonique dont la population augmente rapidement ; de nouveaux quartiers sont créés dans la ville. Ceux-ci sont desservis par de nouvelles lignes de tramway dont le réseau s'étend. 
Entre 1930 et 1935, on voit l'apparition de plusieurs lignes d'autobus qui sont en concurrence avec les lignes du tramway. Afin que l'État grec remédie à cette situation, une loi est votée en 1936 définissant les lignes qui seraient exploitées en autobus et celles qui le seraient en tramway. 
En 1940, le parc compte 150 autobus qui appartenaient à des particuliers. En même temps la Compagnie Belge est rachetée par l'État grec. 
Pendant la Seconde Guerre mondiale, tous les autobus de la ville ont été mobilisés et par conséquent ont été détruits. Aussi les transports en commun de la ville s'appuient-ils encore une fois sur le réseau tramway. En 1947, tous les propriétaires des autobus de la ville ont formé trois Caisses Communes de Recettes d'Autobus (Κοινά Ταμεία Εισπράξεων Λεωφορείων / ΚΤΕΛ) dont chacune avait son territoire distincte. Toutes les trois avaient un parc de 243 autobus qui ont été réparés après la guerre; 170 d'entre eux ont été renouvelés en 1949. 
En 1952, les trois KTEL se fonde pour former les KTEL de Thessalonique tandis que l'exploitation du tramway est cédée à l'Exploitation Publique de Tramways de Thessalonique (Κρατική Εκμετάλλευση Τροχιοδρόμων Θεσσαλονίκης / ΚΕΤΘ).

### Naissance de l'OASTH

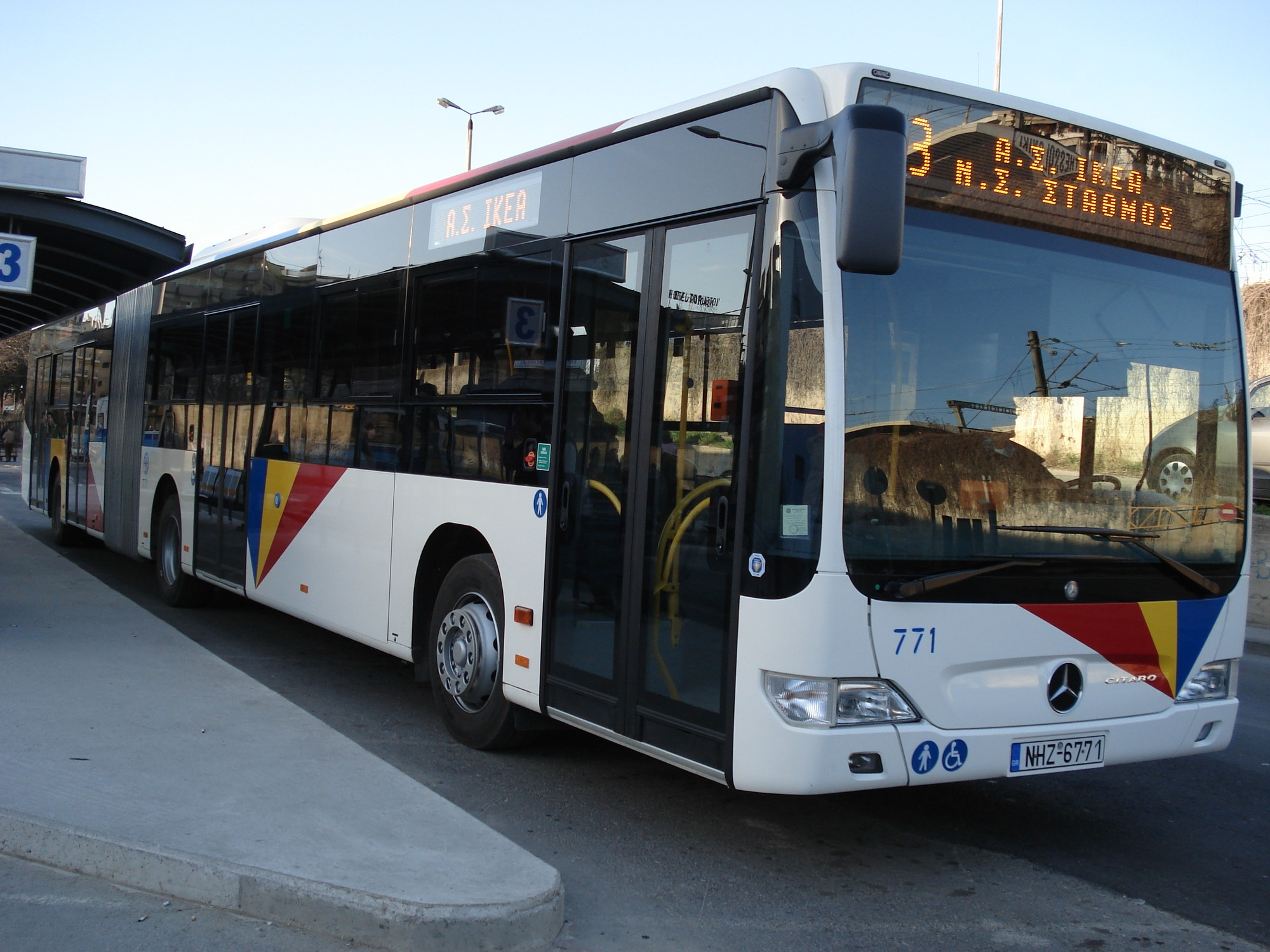
Un autobus articulé Mercedes Citaro au terminus de la ligne 3 en gare de Thessalonique

L'OASTH été créé en 1957 par le décret présidentiel 3751. D'après un contrat signé entre OASTH et l'État grec, il obtient le droit du monopole aux transports en commun dans la ville de Thessalonique. Pendant la même année, le réseau tramway de Thessalonique est supprimé et remplacé par un réseau d'autobus dirigé par l'OASTH. Cette période le parc d'autobus en comptait 283 dont la capacité était de 60 à 80 places. 
Entre 1963 et 1977, 283 nouveaux autobus sont ajoutés au parc préexistant. 
En 1978, l'OASTH était la première compagnie de transports en commun urbains en Grèce à obtenir d'autobus articulés. 
En 1979 il commence à exploiter plusieurs lignes dans la banlieue de la ville, qui jusqu'à cette date ont été exploitées par la compagnie d'autocars privés (KTEL). En même temps le contrat avec l'État pour le monopole est prolongé jusqu'à 2000. De plus quelques lignes opérées durant la période estivale par de navettes fluviales furent cédées en OASTH qui les a remplacées par des autobus. 
Le 30 avril 2001 sous la loi 2898 a été signé le troisième contrat financier entre l'État grec et l'OASTH qui était en vigueur jusqu'en 2009. 
En 2003 un contrat complémentaire signé entre les deux parties a cédé à l'OASTH 12 nouvelles lignes interurbaines dans la périphérie de Thessalonique qui, jusqu'en 2003 ont été desservies par les KTEL. À la suite de cet accord, OASTH augmente son parc de 48 nouveaux autobus, adéquats à circuler aux nouvelles lignes. 
Le 11 janvier 2008 a été signé le quatrième contrat financier entre l'État grec et l'OASTH, qui prévoyait entre autres un nouvel ajout de 64 autobus, en rendant ainsi le parc de l'organisme à 604 autobus mais aussi cédait à l'OASTH le droit de monopoliser les transports en commun dans la ville pour un délai de deux ans suivant la mise en service du métro de Thessalonique.

## Services

### Lignes
L'OASTH fait circuler d'autobus à 80 lignes. Chaque ligne peut différer en ajoutant une lettre auprès de son numéro en augmentant ainsi le nombre réel des lignes à 208, puisque chacune suit un circuit différent.
Le lignes sont partagées comme suivant:
- 37 lignes urbaines principales :

Lignes 2, 3, 5, 6, 7, 9, 10, 11, 11Β, 11Ε, 11Μ, 12, 14, 14Α 15, 16, 17, 19, 19Α 20, 21, 23, 24, 25, 26, 27, 28, 29, 29A, 31, 32, 32A, 33, 33A, 34, 35, 37, 39, 39Α, 54, 56
- 9 lignes urbaines intermunicipales (dans l'aire urbaine sans traverser le centre-ville) :

Lignes 1, 1A, 18, 4A/B, 30, 55, 55Β, 55Ε, 55Κ, 55Ν/Μ
- 1 ligne urbaine de minibus :

Ligne 22
- 23 lignes scolaires :

Lignes 5A, 15A, 55Α, 56Α, 61A, 64Α, 66Α, 66Ε/Β, 67Α, 67Β, 67Ε, 69Ε, 69Κ, 69Ρ, 69Χ, 76Β, 77Α, 77Β, 77Ε, 86Χ
- 20 lignes inter-quartiers :

Lignes 36, 36A, 36B, 36E, 36Η, 36Ζ, 36K, 36N, 36Ρ, 36T, 36Υ, 42, 42Α, 42Β, 43, 53, 60Α, 60Β, 61, 77, 79
- 8 lignes de banlieue :

Lignes 38, 40, 40Α/Κ, 51, 51Α, 57, 58, 59, 64
- 74 lignes interurbaines (reliant Thessalonique aux communes du district régional) :

Lignes 51, 52, 66, 67, 69Α, 69Β, 69Ν, 72, 72Α, 72Β, 76, 80, 80A, 80B, 80E, 81, 81A, 81B, 81K, 82A/B, 82E/K, 83A, 83B, 83M, 83Ν, 83X, 84Α/Β, 85A, 85B, 85Μ, 85N, 85Τ, 86, 86Α, 86Β, 86Ε, 86Ζ, 86Η, 86Κ, 86Λ, 86Μ, 86Ν, 86Ρ, 86Τ, 86Υ, 86Φ, 87, 87Α, 87Β, 87Δ, 87Ε, 87Η, 87Κ, 87Λ, 87Μ, 87Ν, 87Π, 87Ρ, 87Σ, 87Τ, 87Υ, 87Φ, 87Χ, 88, 88Α, 88Β, 88Ε, 88Η, 88Κ, 88Ν, 88Μ, 89A, 89B, 89E
- 27 lignes locales intercommunales (ne traversent pas l'aire urbaine) :

Lignes 51Α, 76Α, 81E, 85Κ, 85Ε, 85Η, 85Χ, 87Γ, 87Ζ, 89N, 89K, 90, 90Α, 90Β, 90Ε, 90Κ, 91Α, 91Β, 91Η, 91Κ, 91Ε, 91Τ, 91Χ, 92, 92Α, 92Ε, 92Ρ
- 2 lignes express urbaines :

Lignes 1Χ, 45,
- 1 ligne express interurbaine :

Ligne 83
- 1 ligne de nuit :

Ligne 1N
- 1 ligne de circuit touristique :

Ligne 50
- 4 lignes interurbaines estivales (desserte des plages du sud-ouest du district régional):

Lignes 70, 70A, 71, 71A

### Horaires
- Le premier départ dans la plupart des lignes a lieu entre 5 h 00 et 6 h 00 et le dernier départ s'effectue entre 23 h 00 et minuit..
- La ligne de minibus 22 circule de 6 h 00 à 22 h 00.
- Les lignes scolaires circulent du lundi au vendredi seulement pendant la période scolaire.
- La ligne de nuit 78 N fonctionne de 23 h 00 à 5 h 30 et emprunte la moitié du parcours de la ligne 78 et la moitié du parcours de la ligne 2 en desservant tous les arrêts tandis que la ligne 78 est express[4].
- La ligne touristique 50 circule de 9 h 00 à 16 h 00 avec des intervalles d'une heure.

## Tarification

### Tickets
| Prix des billets au 18 février 2021                                               | Prix des billets au 18 février 2021 | Prix des billets au 18 février 2021 |
| Gamme tarifaire                                                                   | tarif normal                        | tarif réduit *                      |
| --------------------------------------------------------------------------------- | ----------------------------------- | ----------------------------------- |
| Ticket sans correspondance                                                        | 0,90 €                              | 0,45 €                              |
| Ticket permettant une correspondance dans les 70 minutes                          | 1,10 €                              | 0,55 €                              |
| Ticket permettant deux correspondances dans les 90 minutes                        | 1,30 €                              | 0,70 €                              |
| Ticket permettant trois correspondances dans les 120 minutes                      | 1,80 €                              | 0,90 €                              |
| Ticket pour l'aéroport (lignes 01Χ et 01N) et le circuit touristique (ligne 50) * | 1,80 €                              | 0,90 €                              |

### Forfaits
| Prix des forfaits au 18 février 2021 | Prix des forfaits au 18 février 2021 | Prix des forfaits au 18 février 2021 |
|                                      | tarif normal                         | tarif réduit *                       |
| ------------------------------------ | ------------------------------------ | ------------------------------------ |
| Mensuel                              | 27,00 €                              | 13,50 €                              |
| Trimestriel                          | 75,60 €                              | 38,00 €                              |
| Semestriel                           | 135,00 €                             | 67,50 €                              |
| Annuel                               | 243,00 €                             | 121,50 €                             |

* Titulaires : personnes âgées de moins de 18 ans ou de plus de 65 ans; étudiants du 1er et 2nd cycle jusqu'à 29 ans; adultes issus des familles nombreuses; personnes handicapées ayant un taux d'infirmité égal ou supérieur à 67 %. Ces bénéficiaires doivent être munis des justificatifs lors du déplacement ou de l'achat du forfait.

** Cette gamme de tickets n'est valable que sur les lignes indiquées : la correspondance avec les autres lignes est interdite.

## Installations et Parc

### Dépôts
Les autobus de l'OASTH sont abrités dans deux dépôts dont l'un se situe dans la banlieue ouest de l'agglomération, tandis que le deuxième se trouve dans la banlieue est.

### Parc d'autobus
Le parc actuel de l'OASTH et de 604 autobus. Les autobus, d'après le contrat avec l'État grec ne doivent pas dépasser les 15 ans dès leur première circulation. Le parc comprend les types d'autobus suivants:

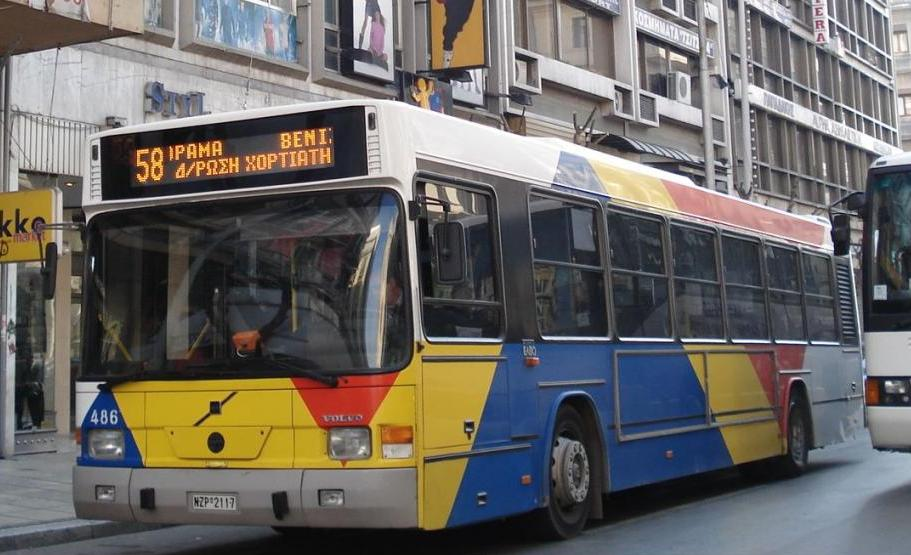
Un autobus Volvo B7L de la ligne 58 au centre-ville

- Sarakakis (Volvo B10M Mk) (1989 - 2004)
- ELVO U90 (Mercedes Benz O405) (1991 - 2005)
- Sarakakis Alexandros (Volvo B10M) (1992 - 2007)
- Sarakakis Alexandros (Volvo B10M) (1993 - 2007)
- Sfakianakis Bergina (MAN SS500) (1993 - 2007)
- Sarakakis Alexandros (Volvo B10M) (1995 - 2012)
- ELVO C93.113CLL (Scania L113CLL) (1995 - 2011)
- Sarakakis Alexandros (Volvo B10MA) (1997-2021)
- ELVO C93.113CLL (Scania L113 CLL) (1997-2021)
- Irisbus Europolis (2003-2023)
- Saracakis Macedonia (Volvo B7RLE) (2003)
- ELVO C03.B7L (Volvo B7L) (2003)
- ELVO C04.B7LA (Volvo B7LA) (2004 - 2020)
- Irisbus CityClass (2004)
- Irisbus CityClass (2004)
- ELVO C04.B7LA (Volvo B7LA) (2005 - 2022)
- ELVO C05.B7L (Volvo B7L) (2005)
- ELVO C05.B7L (Volvo B7L) (2005)
- ELVO C04.B7LA (Volvo B7LA) (2006 - 2022)
- Mercedes-Benz Citaro G (2006)
- Irisbus CityClass (2007)
- ELVO C06.B9LA (Volvo B9LA) (2007)
- Mercedes-Benz Citaro (2009)
- Mercedes Benz Sprinder C906 (2009)
- ELVO C08.B9LA (Volvo B9LA) (2010)
- ELVO C08.B9L (Volvo B9L) (2010)
- Irisbus Citelis (2010)
- Mercedes-Benz Citaro G (2011)
- Irisbus Citelis (2012)
- Mercedes Benz Sprinder W906 (Papadakis) (2016)
- Volvo 77000A (2019 - 2024)
- Mercedes-Benz Citaro G Connexxion - RMV - Qbuzz (Papadakis) (2020)
- Man Lion's City G A23 Breng - Rheinbahn - Tarifverbund OSTWIND (Papadakis) (2020)
- Solaris Urbino 10 (Papadakis) (2020)
- Solaris Urbino 12 LVB (Δήμος Θεσσαλονίκης) (2020)
- Solaris Urbino 18 (Papadakis) (2020)
- Mercedes-Benz Citaro G u ov info - Qbuzz (Papadakis) (2021)
- Man Lion's City G A23 Breng - Rheinbahn (Papadakis) (2021)
- Mercedes-Benz Citaro G Qbuzz (Papadakis) (2022)
- Mercedes Benz Citaro C2 BKK (Papadakis) (2023)
- Mercedes Benz Citaro G C2 BKK (Papadakis) (2023)
- Yutong E12 (2024)
- Mercedes Benz Citaro C2 BKK (Papadakis) (2024)
- Mercedes Benz Citaro G C2 BKK (Papadakis) (2024)
- Anadolu Isuzu Citiport 12 (Papadakis) (2025)
- Temsa MD9 LE (Papadakis) (2025)
- Mercedes Benz Sprinder W906 516CDI (Papadakis) (2025)
- Man Lion's City 18C NG330 EfficientHybrid RSVG-BBV (Papadakis) (2025)
- Mercedes Benz Citaro G (Papadakis) (2025)
- Mercedes Benz Citaro G (Papadakis) (2025)
- Mercedes Benz Citaro C2 (Papadakis) (2025)
- Mercedes Benz Citaro C2 G (Papadakis) (2025)
- Solaris Urbino III 18,75 Unibuss (Papadakis) (2025)